# بنجامین الیوت
بنجامین الیوت (انگلیسی: Ben Elliott؛ زادهٔ ۵ نوامبر ۲۰۰۲) بازیکن فوتبال اهل بریتانیا است که در حال حاضر برای باشگاه فوتبال ردینگ بازی می‌کند. 
از باشگاه‌هایی که در آن بازی کرده است می‌توان به باشگاه فوتبال ردینگ اشاره کرد.
وی همچنین در تیم‌های ملی فوتبال زیر ۱۶ سال انگلستان، زیر ۱۶ سال انگلستان و بزرگسالان کامرون بازی کرده است.